# Ясон та аргонавти (мінісеріал)
Ясо́н та аргона́вти (англ. Jason and the Argonauts) — американський фентезійний телефільм 2000 року. Заснований на давньогрецькому міфі про Ясона та аргонавтів.

## Сюжет
Задумавши назавжди позбутися свого племінника Ясона, тиран Пелій наказав йому вирушити в далеку Колхіду і привезти звідти безцінне золоте руно, яке належить жорстокому і підступному царю Еету. Побудувавши найшвидший корабель у світі, Ясон на чолі команди шукачів пригод вирушив у небувалу подорож туди, звідки ще ніхто і ніколи не повертався.

## У ролях
| Актор            | Роль                        |
| ---------------- | --------------------------- |
| Джейсон Лондон   | Ясон                        |
| Френк Ланджелла  | цар Еет                     |
| Наташа Генстридж | Гіпсіпіла                   |
| Дерек Джейкобі   | Фіней                       |
| Олівія Вільямс   | Гера                        |
| Ангус Макфадіен  | Зевс                        |
| Денніс Гоппер    | Пеліас                      |
| Джолін Блалок    | Медея                       |
| Джеймс Калліс    | Апсірт                      |
| Браян Томпсон    | Геркулес                    |
| Адріан Лестер    | Орфей                       |
| Кіаран Гайндс    | цар Есон                    |
| Діана Кент       | Полімела                    |
| Девід Калдер     | Аргос                       |
| Марк Льюїс Джонс | Мопсус                      |
| Г'ю Керші        | Хірон                       |
| Ольга Сосновська | Аталанта                    |
| Кієран О'Браєн   | Актор                       |
| Том Гарпер       | Акаст                       |
| Омід Джалілі     | Кастор                      |
| Джон Шаріан      | Поллукс                     |
| Ріс Мілс Томас   | Зет                         |
| Марк Фолан Дізі  | Іфікл                       |
| Елліот Левей     | Кантус                      |
| Ксав'єр Андерсон | Фанос                       |
| Чарльз Картмелл  | Лаерт                       |
| Доджер Філлапс   | Тіфій                       |
| Пітер Гівіссер   | Батес                       |
| Норман Робертс   | Ехіон                       |
| Грег Гікс        | Прієст                      |
| Адам Купер       | Ерос                        |
| Мікі Черчіль     | юний Ясон                   |
| Джон Беннетт     | Ід                          |
| Ендрю Тенсі      | 1 генерал Еета              |
| Річард Боневіль  | 2 генерал Еета              |
| Фреда Дові       | Гера у вигляді старої жінки |
| Зета Графф       | 1 генерал Гіпсіпіли         |